# Гендерен
Гендерен (нід. Genderen) — село в нідерландській провінції Північний Брабант. Входить до муніципалітету Алтена.
Його площа становить 6,38 км², а населення станом на 2021 рік складало 1 725 осіб.
Перша згадка про населений пункт датується 11-им сторіччям.
До 1923 року мало статус окремого муніципалітету.

## Галерея

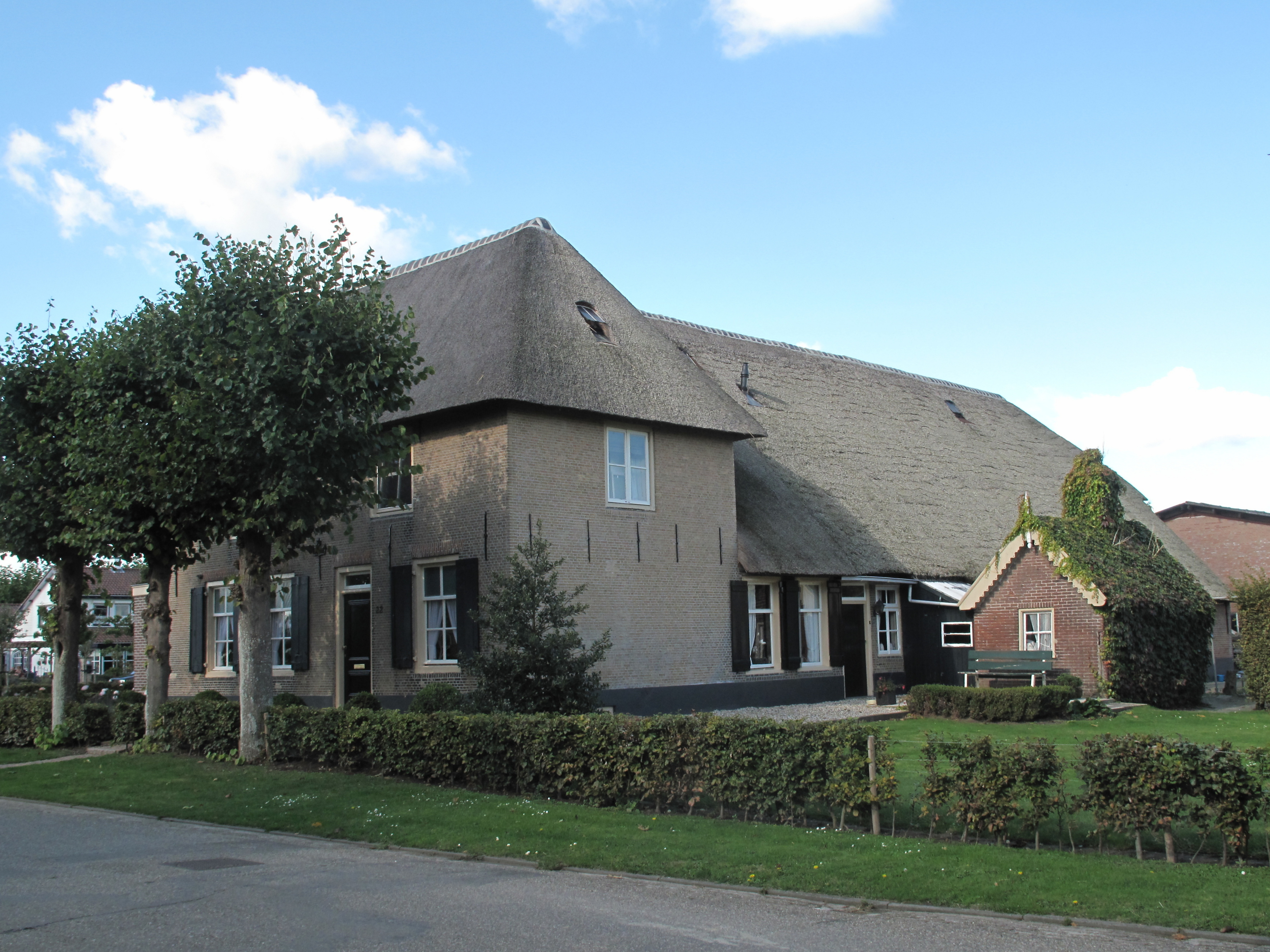
Ферма в Гендерені
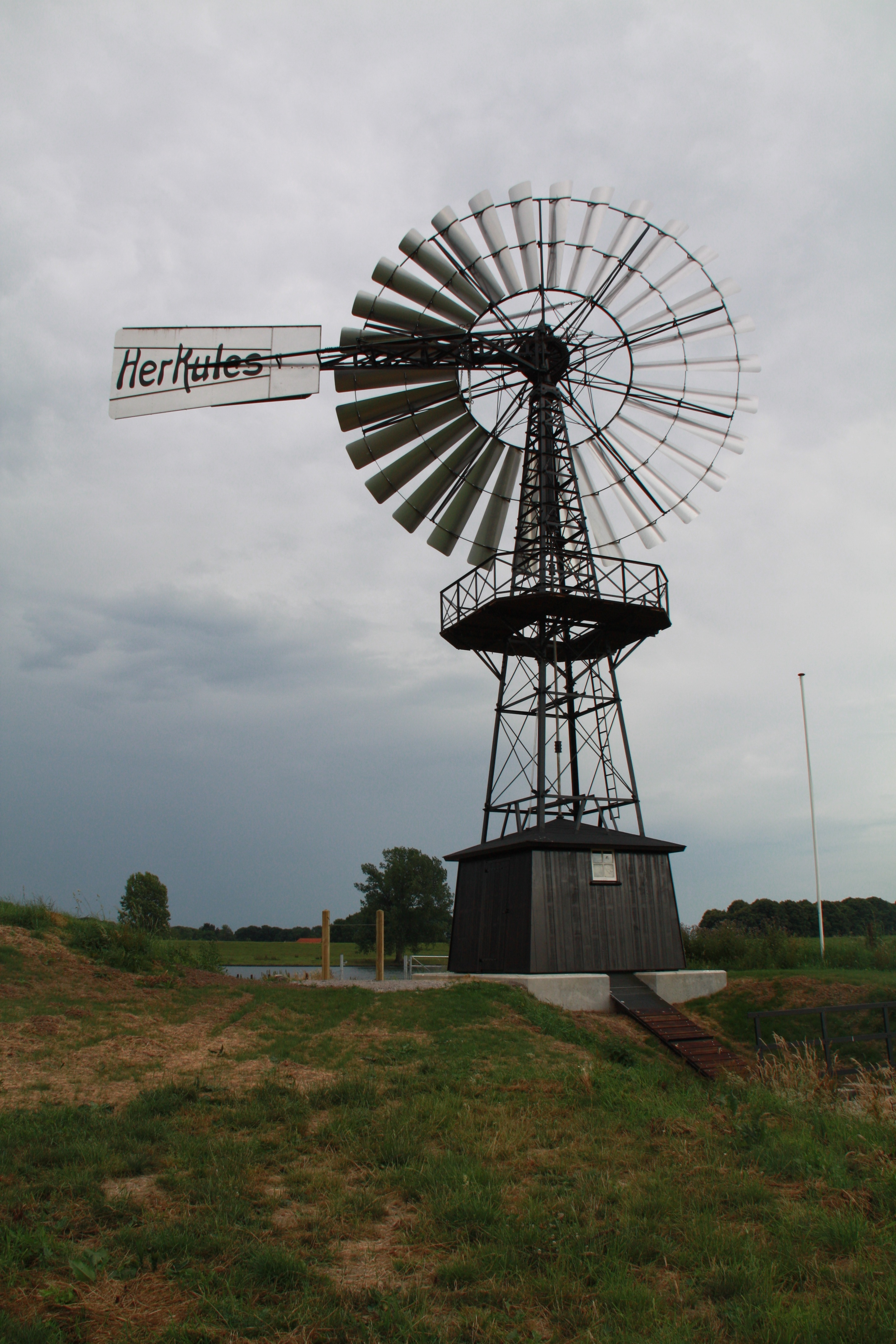
Вітряк Schrikmolen
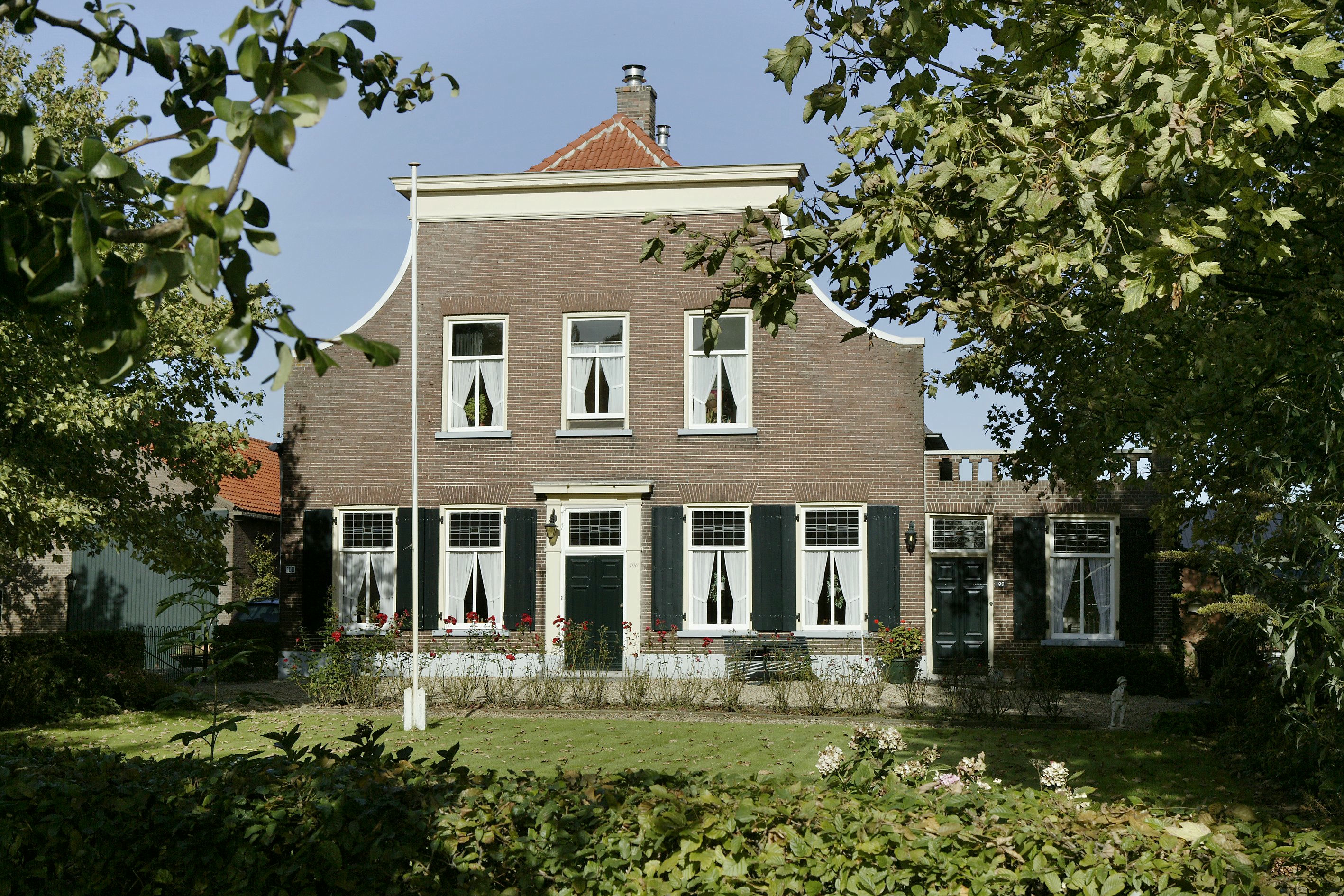
Ферма в Гендерені